# Поліцеймако Віталій Павлович
Поліцеймако Віталій Павлович (1906—1967) — радянський російський актор театру і кіно. Заслужений артист РРФСР (1939). Народний артист РРФСР (1951). Лауреат Сталінської премії третього ступеня (1951). Народний артист СРСР (1957).
Народився 5 травня 1906 року у грецькій родині. Справжнє прізвище Поліцеймакос.
Закінчив Ленінградський технікум сценічних мистецтв (1928). Був актором Ленінградських театрів.
Знімався в українських кінофільмах.
Батько акторки Марії Поліцеймако, дід телеведучого та актора Михайла Поліцеймако.

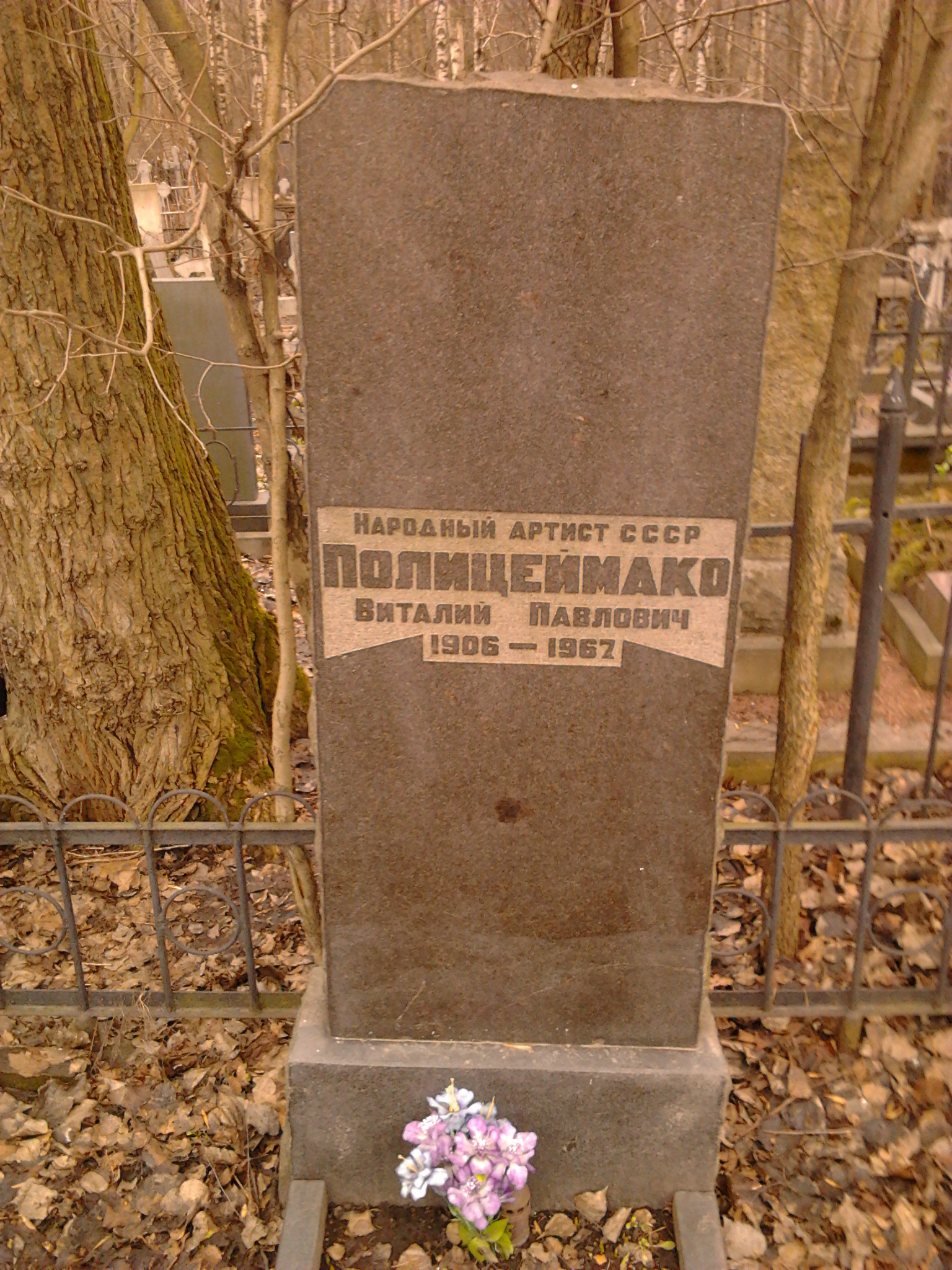
Надгробний пам'ятник В. П. Поліцеймако на Большеохтінскому кладовищі Санкт-Петербурга.

Помер 1967 р.

## Фільмографія
- «Маска» (1938, Євстрат Спиридонович)
- «Розгром Юденича» (1940)
- «Богдан Хмельницький» (1941, Лизогуб; Київська кіностудія)
- «Партизани в степах України» (1942, Київська кіностудія)
- «Олександр Попов» (1949, інженер-електрик Лемке)
- «Княжна Мері» (1955)
- «Достігаєв та інші» (1959, Василь Єфимович Достігаєв, фабрикант, староста купецького клубу)
- «Езоп (фільм)» (1961, Езоп)
- «Кінець світу» (1962, Філін) та ін.